# 象脚鼓

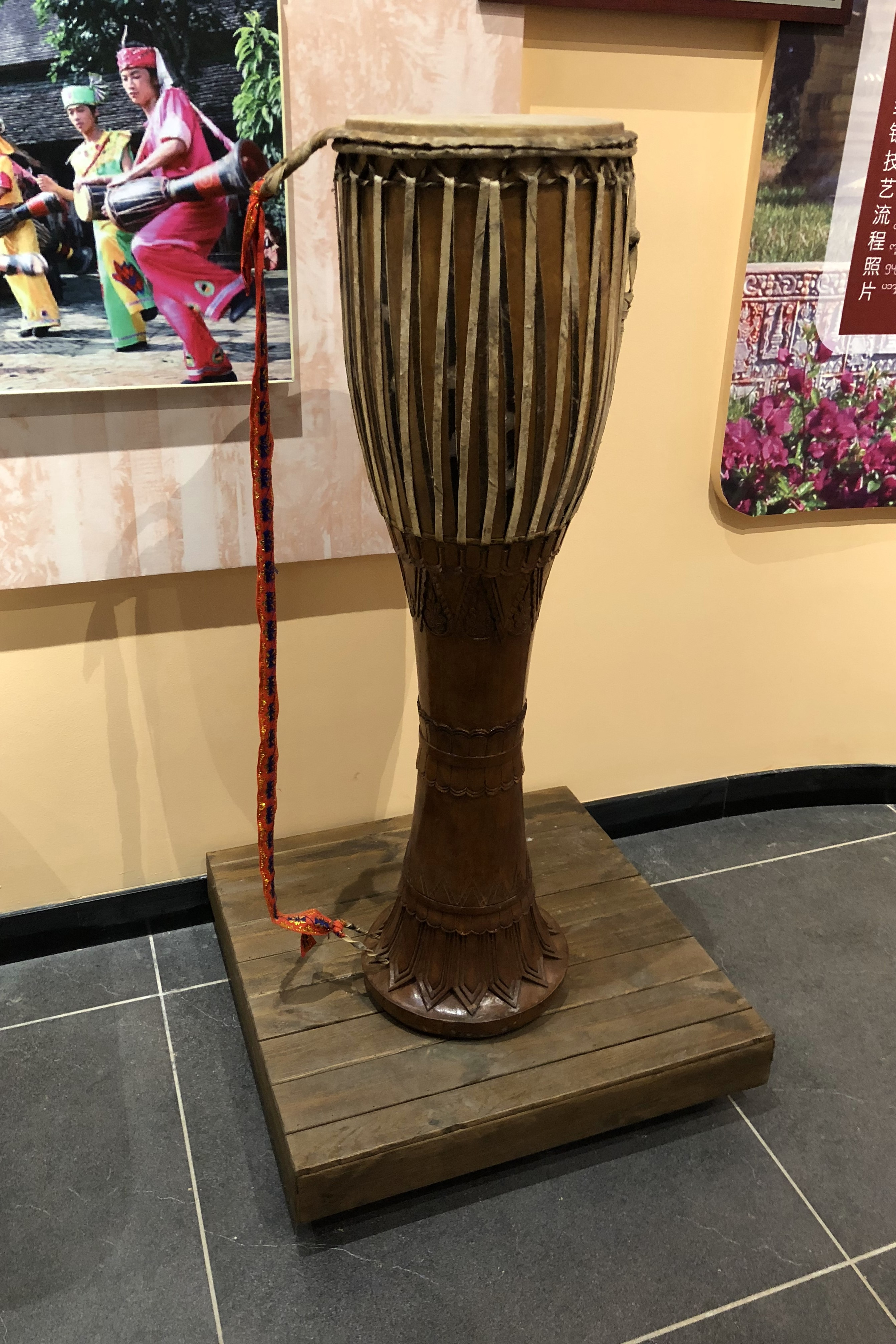
西双版纳民族博物馆展出的一个象脚鼓

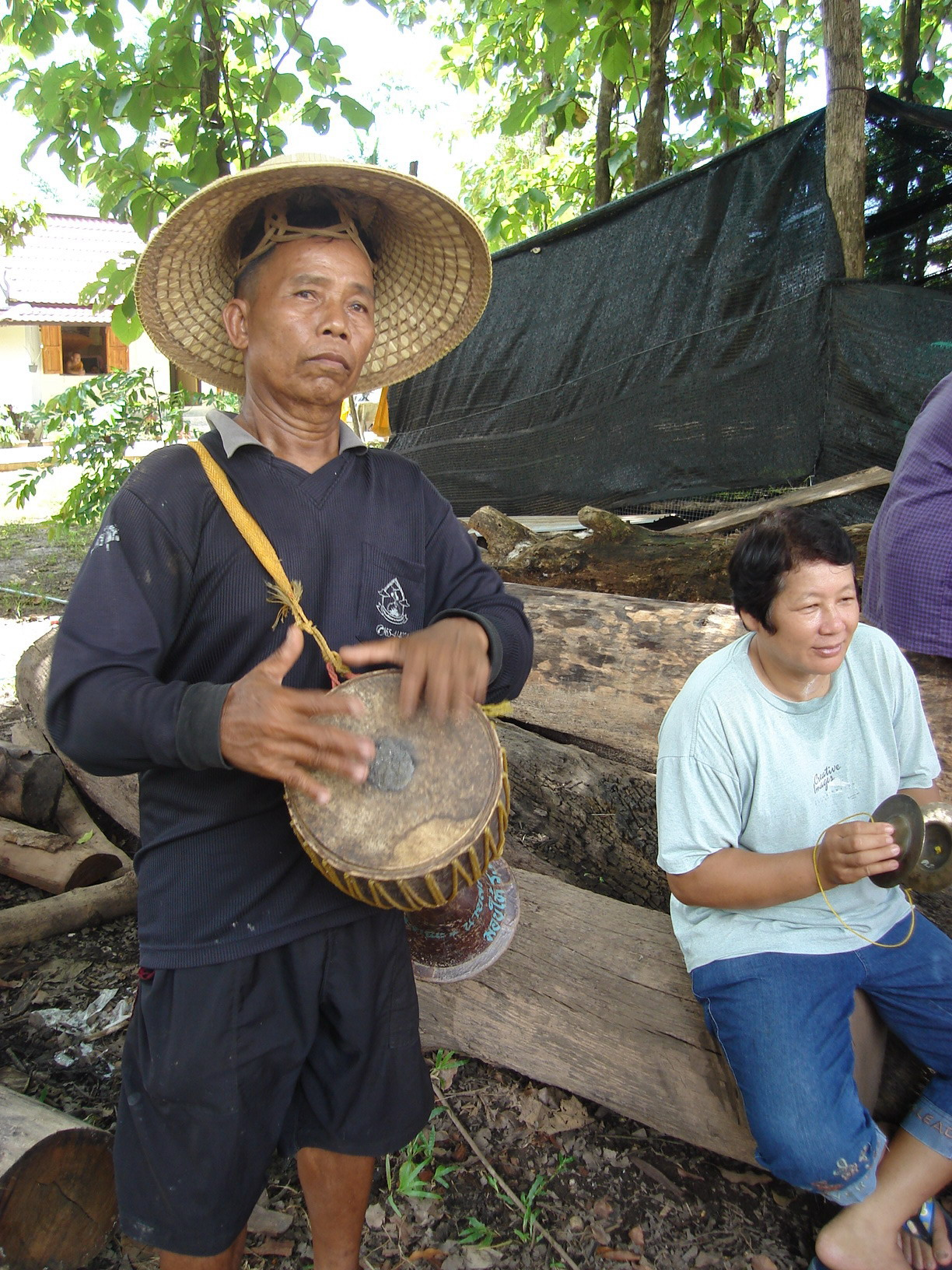
演奏象脚鼓的男性

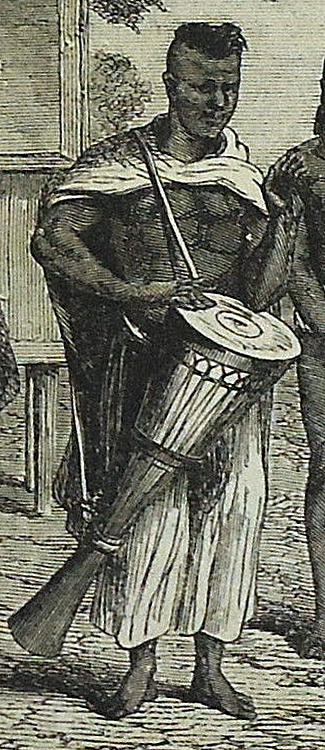
柬埔寨的大象腳鼓

象脚鼓(發音：[klɔːŋ jaːw]) 又稱杯形鼓，泰語音譯為宮揚，或稱宮揚鼓，傣语音譯為光酣咬”，意为“长尾巴鼓”。是高棉、泰老民族、老撾的一种传统膜鳴樂器，中文名稱得名於其形似大象的脚或杯子，常用于舞蹈伴奏。
鼓面以水牛皮製成，有时会在鼓面中间涂抹一层糯米，使其声音更为浑厚。它一般由男演奏者或男舞者敲打，还有两个人边敲打中型或小型象腳鼓边比武的舞蹈。

## 历史与传说
明朝钱古训在《百夷传》中记载“以羊皮为三、五长鼓，以手拍之”，“三、五长鼓”正是指的象脚鼓，《百夷传》是最早记载象脚鼓的汉文史籍。
传说中，有一驯象师在森林中，听到大风将空心的树干吹得“嗡嗡”作响，芒果被风落，掉入河中发出“嘣”的声音。他很喜欢这种声音，于是将芒果树锯成圆木镂空，按大象腿的形状做成象脚鼓，模拟象的动作边敲边跳，从此有了象脚鼓舞。此传说有可能为杜撰，“象脚鼓”这一名称是20世纪50年代出现的，“象脚鼓”傣语为“光酣咬”，意为“长尾巴鼓”，现代研究认为象脚鼓的形态与傣族早期的生殖崇拜有关。